# Uniwersytet Hawajski
Uniwersytet Hawajski, Uniwersytet Hawajów – zespół uczelni publicznych na Hawajach, prowadzących studia licencjackie, magisterskie, doktoranckie i podoktorskie. W jego skład wchodzą trzy uniwersytety, siedem kolegiów, trzy ośrodki uniwersyteckie, cztery ośrodki edukacyjne i kilka jednostek badawczych.

## Placówki
Szkoły uniwersyteckie są rozsiane na sześciu wyspach Hawajów. Najstarszą, a zarazem najważniejszą, instytucją całego systemu jest Uniwersytet Hawajski w Mānoa (dzielnicy Honolulu), który został założony jako kolegium. Oferuje studia w zakresie językoznawstwa, medycyny, prawa, literatury wschodnioazjatyckiej. Drugą co do wielkości instytucją jest Uniwersytet Hawajski w Hilo (na Dużej Wyspie). Kształci się na nim około 3000 studentów. Najmniejszy z uniwersytetów znajduje się na południowym zachodzie wyspy Oʻahu, w Kapolei. Cztery kolegia znajdują się na Oʻahu, a pozostałe na Maui, Kauaʻi i Hawaiʻi. Uniwersyteckie ośrodki edukacyjne znajdują się w wielu odległych miejscach Hawajów, dzięki czemu społeczność wiejska może się uczyć na odległość.

## Statystyki
W całym zespole Uniwersytetu Hawajskiego kształci się w przybliżeniu 50 000 studentów, z których około 44 000 na studiach licencjackich. Średnio 42% z nich to mężczyźni a 58% to kobiety. Pod względem etnicznym przeważają biali (20%) i Japończycy (20%), następnie są Filipińczycy (15%) i Hawajczycy (13%); pozostałe 32% to studenci innych narodowości. 89% wykładowców mieszka na Hawajach, a 6% pochodzi z kontynentalnych Stanów Zjednoczonych. Uniwersytet oferuje w sumie 616 specjalizacji.

## Pieczęć i motto
Środek uniwersyteckiej pieczęci zajmuje stylizowana mapa Pacyfiku, w której centrum znajduje się pochodnia i książka zatytułowana „Mālamalama” („Światło wiedzy”). Pod nimi widnieje rok założenia uniwersytetu. Od dołu mapę otacza napis w języku hawajskim, będący mottem Hawajów, Ua mau ke ea o ka ʻāina i ka pono (Suwerenność kraju jest uwieczniona w prawości). 
Uniwersyteckie motto, „Ma luna aʻe o nā lāhui a pau ke ola o ke kanaka” (Ponad wszystkimi narodami jest człowieczeństwo), napisane w języku hawajskim i angielskim, jest umieszczone na bramie Założycieli, na Uniwersytecie Hawajskim w Mānoa.